# Michele Pio Fasoli
Michele Pio Fasoli (Zerbo, 3 maggio 1676 – Gondar, 3 marzo 1716) è stato un presbitero francescano italiano, missionario in Etiopia dove subì la lapidazione assieme ai confratelli Liberato Weiss e Samuele Marzorati. È stato dichiarato martire e beatificato da papa Giovanni Paolo II nel 1988.
Il suo elogio si legge nel Martirologio romano al 3 marzo.